# Jyväskylä Rangers 1982
Questa voce raccoglie le informazioni riguardanti gli Jyväskylä Rangers nelle competizioni ufficiali della stagione 1982.

## Vaahteraliiga 1982

### Stagione regolare

#### Prima fase
| 1982 | Jyväskylä Rangers | 6 – 26 | Viherlaakso Gorillas |  |

| 1982 | Jyväskylä Rangers | 0 – 72 | Espoo Poli |  |

#### Seconda fase
| 1982 | Tampere Rocks | 0 – 20 | Jyväskylä Rangers |  |

| 1982 | Jyväskylä Rangers | 6 – 39 | Helsinki Rams |  |

| 1982 | Vantaan TAFT | 33 – 8 | Jyväskylä Rangers |  |

| 1982 | Jyväskylä Rangers | 8 – 64 | Turku Trojans |  |

| 1982 | Jyväskylä Rangers | 30 – 0 (a tavolino) | Savonlinna Steamers |  |

| 1982 | Pori Bears | 22 – 6 | Jyväskylä Rangers |  |

## Statistiche di squadra
| Competizione      | %Vittorie | In casa | In casa | In casa | In casa | In casa | In casa | In trasferta | In trasferta | In trasferta | In trasferta | In trasferta | In trasferta | Totale | Totale | Totale | Totale | Totale | Totale |
| Competizione      | %Vittorie | G       | V       | N       | P       | Pf      | Ps      | G            | V            | N            | P            | Pf           | Ps           | G      | V      | N      | P      | Pf     | Ps     |
| ----------------- | --------- | ------- | ------- | ------- | ------- | ------- | ------- | ------------ | ------------ | ------------ | ------------ | ------------ | ------------ | ------ | ------ | ------ | ------ | ------ | ------ |
| Stagione regolare | .250      | 5       | 1       | 0       | 4       | 50      | 201     | 3            | 1            | 0            | 2            | 34           | 55           | 8      | 2      | 0      | 6      | 84     | 256    |
| Totale            | .250      | 5       | 1       | 0       | 4       | 50      | 201     | 3            | 1            | 0            | 2            | 34           | 55           | 8      | 2      | 0      | 6      | 84     | 256    |